# Miloš Pantović
Miloš Pantović (serbio: Милош Пантовић; Múnich, Alemania, 7 de julio de 1996) es un futbolista serbio. Juega como delantero y milita en el K. A. S. Eupen de la Segunda División de Bélgica.

## Carrera
Nacido en Múnich, pero originario de Arilje, Serbia Central, sus padres se trasladaron a Alemania. Empezó a jugar fútbol cuando tenía 6 años en el club local Helios Daglfing cercano a la casa de la familia en Múnich. Más tarde se unió al equipo sub-12 del Bayern de Múnich, pasando posteriormente por todas las categorías juveniles del club. Empezó a jugar con el Bayern de Múnich II en 2014, y pronto fue convocado por la selección de Serbia sub-19.
Pantović debutó profesionalmente el 17 de octubre de 2015, durante la 9.ª jornada de la 1. Bundesliga, al reemplazar a Arturo Vidal en el 92', en la victoria 0:1 del Bayern de Múnich ante el Werder Bremen. Pantović se convertiría en el primer jugador serbio que juega en el club alemán desde el último cuarto de siglo (Desde que lo hiciera Radmilo Mihajlović, 1989-1990).

## Palmarés

### Títulos nacionales
| Título                | Club             | País     | Año  |
| --------------------- | ---------------- | -------- | ---- |
| 1. Bundesliga         | Bayern de Múnich | Alemania | 2016 |
| Supercopa de Alemania | Bayern de Múnich | Alemania | 2017 |